# Zhou Lulu
Zhou Lulu (chinês tradicional: 周 璐璐; Binzhou, 19 de março de 1988) é uma halterofilista da China.
Zhou foi campeã mundial em 2011 ao estabelecer um recorde mundial no total combinado (328 kg: 146 kg no arranque e 182 kg no arremesso), superando a russa Tatiana Kachirina, que levantou 147 kg no arranque e 175 kg no arremesso. Nos Jogos Olímpicos do ano seguinte, Tatiana Kachirina chegou a levantar 151 kg no arranque, enquanto Zhou levantou 146 kg. Kachirina conseguiu 181 kg no arremesso, totalizando 332 kg, mas Zhou levantou 187 kg no arremesso e estabeleceu um novo recorde mundial no total combinado (333 kg), tornando-se campeã olímpica na categoria acima de 75 kg.

## Quadro de resultados
Principais resultados de Zhou Lulu:
| Ano  | Posição | Competição                      | Classe de peso | Marca              |
| 2011 | 2.      | Campeonato asiático em Tongling | +75 kg         | 299 kg (141+158)   |
| 2011 | 1.      | Campeonato Mundial em Paris     | +75 kg         | 328 kg (146+182)   |
| 2012 | 1.      | Jogos Olímpicos em Londres      | +75 kg         | 333 kg* (146+187*) |
| 2013 | 2.      | Campeonato Mundial em Breslávia | +75 kg         | 328 kg (146+182)   |
| 2014 | 1.      | Jogos Asiáticos em Incheon      | +75 kg         | 334 kg (142+192)   |

* Recorde olímpico 